# Zavíječ paprikový
Zavíječ paprikový (Plodia interpunctella) je motýl z čeledi zavíječovití. Jeho larva je běžný potravinový škůdce, známý z celého světa, kterého je velmi obtížné se zbavit. Je nejčastějším škůdcem v domácnostech. V Česku se vyskytuje jen ve skladech a domácnostech.

## Popis

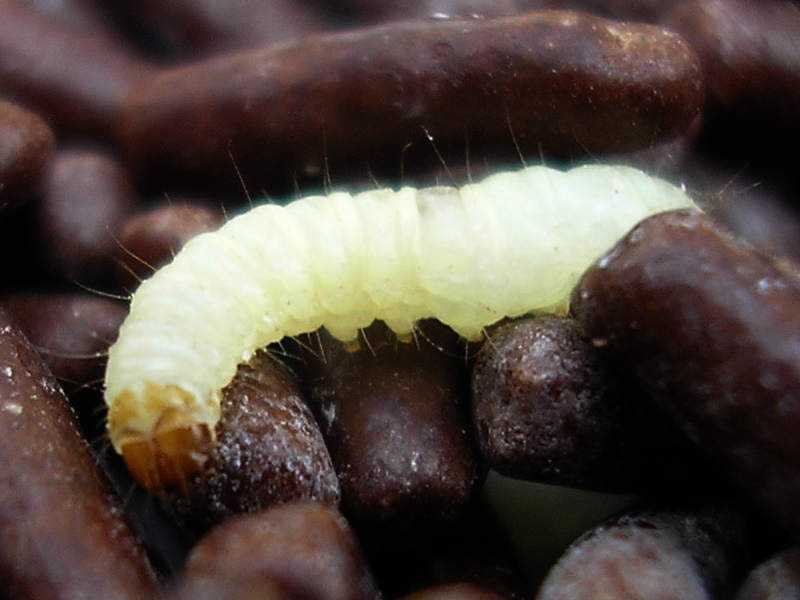
larva

Zavíječ paprikový dosahuje v klidu délky až 20 mm. Krajní 2 třetiny předních křídel jsou červenohnědé, bronzové nebo měděné barvy, část křídel u těla je světle šedá, někdy nažloutlá. Obě části křídla jsou odděleny tmavým proužkem. Rozpětí křídel má 16-20 mm. Druhý pár křídel je světlý. Křídla jsou obrvená.
Vajíčka jsou až 0,5 mm velká, obvykle ale menší. Larvy jsou špinavě bílé až světle žluté, s hnědou hlavou. Dospělá larva může být až 12 mm dlouhá.
Vzhledem je mu podobný zavíječ čokoládový (Ephestia cautella).

## Biologie
Samičky jsou oplodněny brzy po vylíhnutí. Již druhý den může klást vajíčka. Obvykle klade až 300 nelepkavých bílých vajíček na povrch potravy. Délka vývoje larvy závisí na substrátu.
Motýli létají jen v noci, přes den jsou většinou ukryti.

## Škůdce
Zavíječ paprikový je řazen mezi nejhorší skladištní škůdce. Často se stává, že domácnost je tímto motýlem úplně zamořená. Hned po nalezení larvy nebo motýla je důležité se zbavit všech zrnitých potravin (obiloviny, chleba, těstoviny, rýže), koření a sušeného ovoce, ostatní potraviny je potřeba neprodyšně a pevně uzavřít. Zavíječ je schopný se dostat k potravě i přes překvapivě pevné překážky, včetně zatavených sáčků nebo uzavíratelných dóz. Napadené potraviny lze poznat podle vláken, která kolem nich tvoří housenky.
Larva před zakuklením je schopná překonat velké vzdálenosti. Proto není dobré se při hledání zdroje zamoření zaměřovat jen na oblasti, kde se objevují kukly.